# Hochhausbrand in Osaka 2021

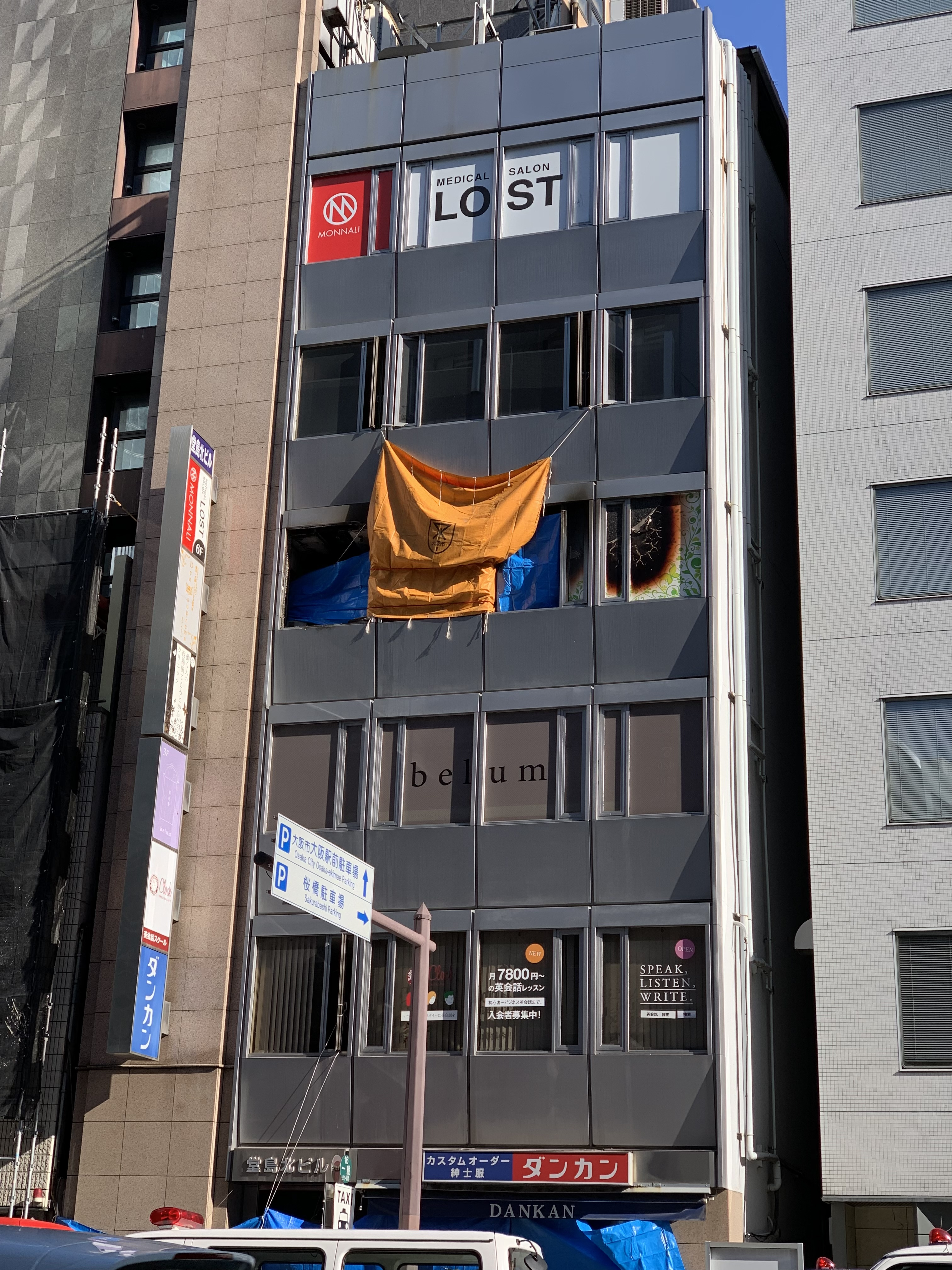
Hochhaus nach dem Brand, 19. Dezember 2021

Bei einem Hochhausbrand in Osaka kam es am 17. Dezember 2021 zu Todesopfern. Der Brand ereignete sich am Vormittag im vierten Stock eines achtstöckigen Hochhauses im Stadtviertel Sonezaki Shinchi im Stadtbezirk Kita-ku im Zentrum der japanischen Millionen-Metropole Osaka.
Eine Brandmeldung ging gegen 10:20 Uhr bei der städtischen Feuerwehr ein. Ein Großteil des Brandes konnte nach offiziellen Angaben innerhalb von 30 Minuten gelöscht werden. Insgesamt waren mehr als 70 Löschfahrzeuge im Einsatz.
Bei 27 Menschen wurde zunächst ein „Herz- und Atemstillstand“ diagnostiziert, darunter 17 Männer und 10 Frauen. Drei Männer konnten jedoch reanimiert werden, sodass die Opferzahl bei 24 Menschen lag. Eine Frau wurde mit leichten Verletzungen aus dem sechsten Stock gerettet.
Als Ursache wird Brandstiftung vermutet. Nach einigen Informationen der Polizei soll ein etwa 60-jähriger Mann am Unglücksort eine Flüssigkeit aus einer Papiertüte neben einer Heizung verschüttet haben.
Bei einer Sicherheitsüberprüfung des aus den 1970ern stammenden Gebäudes zwei Jahre zuvor soll es keine Brandschutzmängel gegeben haben. Das Gebäude, in dem das Feuer ausbrach, befindet sich auf der Südseite des JR-Bahnhofs Kitashinchi, gegenüber einer stark befahrenen Straße. Im vierten Stock befand sich eine Klinik (jap. 働く人の西梅田こころとからだのクリニック Hataraku Hito no Nishi-Umeda Kokoro to Karada no Kurinikku, deutsch ‚Arbeiterklinik West-Umeda für Körper und Geist‘), die psychiatrische und allgemeine medizinische Versorgung bot.
Der Großbrand war seit dem Brandanschlag auf Kyōto Animation im Juli 2019 mit 36 Todesopfern die größte derartige Katastrophe in Japan. Ebenfalls in Osaka kam es 2008 zu einem weiteren Brandanschlag auf eine Videothek, bei dem 16 Menschen getötet wurden.